# Gonzalo Portillo
Gonzalo Portillo fue un militar español del siglo XVII.
Pasó adolescente a Filipinas, donde era capitán en 1639, año en que, con motivo del alzamiento de los chinos, se distinguió en la defensa de la población de Tondó (Manila). Algo después fue destinado de gobernador a Formosa. Bloqueada esta isla por los holandeses, que acabaron por desembarcar, Portillo resistió cuanto pudo, pero por falta absoluta de recursos de todas clases no tuvo más remedio que rendirse en 1642. Fue pues, el último gobernador español de dicha isla, la cual, a partir de entonces dejó de pertenecer a la Corona de España.
Los holandeses le condujeron a Batavia, donde debió de morir, pues por temor a ser castigado no se atrevió a volver a Filipinas ni a España tampoco.